# Hadžibajir
Hadžibajir (cyr. Хаџибајир) – wieś w Bośni i Hercegowinie, w Republice Serbskiej, w gminie Kozarska Dubica. W 2013 roku liczyła 140 mieszkańców.